# Чемпіонат Європи з футболу 1960 (склади команд)
Склади команд — учасниць фінального турніру чемпіонату Європи з футболу 1960 року.

## СРСР
| №               | Гравець              | Клуб (у 1960)        | Дата народження   | Вік      | Ігор                        | Голів                       |                             |
| Воротарі        | Воротарі             | Воротарі             | Воротарі          | Воротарі | Воротарі                    | Воротарі                    | Воротарі                    |
| --------------- | -------------------- | -------------------- | ----------------- | -------- | --------------------------- | --------------------------- | --------------------------- |
|                 | Лев Яшин             | Динамо (Москва)      | 22 жовтня 1929    | 30       | 30                          |                             |                             |
|                 | Володимир Маслаченко | Локомотив (Москва)   | 5 березня 1936    | 24       | 1                           |                             |                             |
| Захисники       |                      |                      |                   |          |                             |                             |                             |
|                 | Володимир Кесарєв    | Динамо (Москва)      | 26 лютого 1930    | 30       | 13                          |                             |                             |
|                 | Гіві Чохелі          | Динамо (Тбілісі)     | 27 червня 1937    | 23       | 0                           |                             |                             |
|                 | Анатолій Масльонкін  | Спартак (Москва)     | 27 червня 1930    | 30       | 15                          | 1                           |                             |
|                 | Анатолій Крутіков    | Спартак (Москва)     | 21 вересня 1933   | 26       | 2                           |                             |                             |
| Півзахисники    |                      |                      |                   |          |                             |                             |                             |
|                 | Юрій Войнов          | Динамо (Київ)        | 29 листопада 1931 | 28       | 20                          | 3                           |                             |
|                 | Ігор Нетто           | Спартак (Москва)     | 9 січня 1930      | 30       | 35                          | 4                           |                             |
|                 | Віктор Царьов        | Динамо (Москва)      | 2 червня 1931     | 29       | 11                          |                             |                             |
| Нападники       |                      |                      |                   |          |                             |                             |                             |
|                 | Слава Метревелі      | Торпедо (Москва)     | 30 травня 1936    | 24       | 4                           | 1                           |                             |
|                 | Валентин Іванов      | Торпедо (Москва)     | 19 листопада 1934 | 25       | 26                          | 13                          |                             |
|                 | Віктор Понєдєльнік   | СКА (Ростов-на-Дону) | 22 травня 1937    | 23       | 1                           | 3                           |                             |
|                 | Валентин Бубукін     | Локомотив (Москва)   | 23 квітня 1933    | 27       | 3                           | 2                           |                             |
|                 | Михайло Месхі        | Динамо (Тбілісі)     | 12 січня 1937     | 23       | 3                           | 1                           |                             |
|                 | Юрій Ковальов        | Динамо (Київ)        | 6 лютого 1934     | 26       | 1                           |                             |                             |
|                 | Заур Калоєв          | Динамо (Тбілісі)     | 24 березня 1931   | 29       | 0                           |                             |                             |
|                 | Герман Апухтін       | ЦСКА                 | 12 червня 1936    | 24       | 3                           |                             |                             |
| Головний тренер |                      |                      |                   |          |                             |                             |                             |
| СРСР            | Гаврило Качалін      |                      | 4 січня 1911      | 49       | Середній вік гравців: 26,53 | Середній вік гравців: 26,53 | Середній вік гравців: 26,53 |
|                 |                      |                      |                   |          |                             |                             |                             |

Докладніше…

## Франція
| №               | Гравець           | Клуб (у 1960)  | Дата народження   | Вік      | Ігор                        | Голів                       |                             |
| Воротарі        | Воротарі          | Воротарі       | Воротарі          | Воротарі | Воротарі                    | Воротарі                    | Воротарі                    |
| --------------- | ----------------- | -------------- | ----------------- | -------- | --------------------------- | --------------------------- | --------------------------- |
|                 | Жорж Ламья        | Ніцца          | 14 березня 1933   | 27       | 5                           |                             |                             |
|                 | Жан Теяндьє       | Расінг (Париж) | 22 січня 1938     | 22       | 0                           |                             |                             |
| Захисники       |                   |                |                   |          |                             |                             |                             |
|                 | Жан Вендлінг      | Реймс          | 29 квітня 1934    | 26       | 6                           |                             |                             |
|                 | Робер Жонке       | Реймс          | 3 травня 1925     | 35       | 57                          |                             |                             |
|                 | Бруно Родзик      | Реймс          | 29 травня 1935    | 25       | 1                           |                             |                             |
|                 | Андре Шорда       | Ніцца          | 20 лютого 1938    | 22       | 1                           |                             |                             |
|                 | Робер Ербен       | Сент-Етьєн     | 30 березня 1939   | 21       | 0                           |                             |                             |
| Півзахисники    |                   |                |                   |          |                             |                             |                             |
|                 | Жан-Жак Марсель   | Расінг (Париж) | 13 червня 1931    | 29       | 35                          | 2                           |                             |
|                 | Робер Сьятка      | Реймс          | 20 червня 1934    | 26       | 0                           |                             |                             |
|                 | Рене Феррьє       | Сент-Етьєн     | 7 грудня 1936     | 23       | 7                           |                             |                             |
| Нападники       |                   |                |                   |          |                             |                             |                             |
|                 | Жан Венсан        | Реймс          | 29 листопада 1930 | 29       | 39                          | 21                          |                             |
|                 | Мар'ян Віснеський | Ланс           | 1 лютого 1937     | 23       | 18                          | 4                           |                             |
|                 | Івон Дуї          | Гавр           | 16 травня 1935    | 25       | 9                           | 3                           |                             |
|                 | Люсьєн Мюллер     | Реймс          | 3 вересня 1934    | 29       | 7                           | 3                           |                             |
|                 | Франсуа Отт       | Расінг (Париж) | 21 лютого 1938    | 22       | 4                           | 1                           |                             |
|                 | Поль Соваж        | Реймс          | 17 березня 1939   | 21       | 0                           |                             |                             |
|                 | Мішель Стівенар   | Ланс           | 21 вересня 1937   | 22       | 0                           |                             |                             |
| Головний тренер |                   |                |                   |          |                             |                             |                             |
| Франція         | Альбер Батте      |                | 2 липня 1919      | 41       | Середній вік гравців: 25,12 | Середній вік гравців: 25,12 | Середній вік гравців: 25,12 |
|                 |                   |                |                   |          |                             |                             |                             |

Докладніше...

## Чехословаччина
| №               | Гравець            | Клуб (у 1960)               | Дата народження | Вік      | Ігор                        | Голів                       |                             |
| Воротарі        | Воротарі           | Воротарі                    | Воротарі        | Воротарі | Воротарі                    | Воротарі                    | Воротарі                    |
| --------------- | ------------------ | --------------------------- | --------------- | -------- | --------------------------- | --------------------------- | --------------------------- |
|                 | Вільям Шройф       | Слован (Братислава)         | 2 серпня 1932   | 28       | 10                          |                             |                             |
|                 | Юстін Яворек       | Цервена Гвезда (Братислава) | 23 серпня 1931  | 27       | 0                           |                             |                             |
| Захисники       |                    |                             |                 |          |                             |                             |                             |
|                 | Ладіслав Новак     | Дукла (Прага)               | 5 грудня 1931   | 28       | 50                          | 1                           |                             |
|                 | Ян Поплухар        | Слован (Братислава)         | 12 серпня 1935  | 24       | 16                          |                             |                             |
|                 | Їржі Тихий         | Цервена Гвезда (Братислава) | 6 грудня 1933   | 26       | 7                           |                             |                             |
|                 | Франтішек Шафранек | Дукла (Прага)               | 2 січня 1931    | 29       | 15                          | 1                           |                             |
| Півзахисники    |                    |                             |                 |          |                             |                             |                             |
|                 | Тітус Бубернік     | Цервена Гвезда (Братислава) | 12 жовтня 1933  | 26       | 12                          | 5                           |                             |
|                 | Йозеф Масопуст     | Дукла (Прага)               | 9 лютого 1931   | 29       | 32                          | 6                           |                             |
|                 | Сватоплук Плускал  | Дукла (Прага)               | 28 жовтня 1930  | 29       | 28                          | 1                           |                             |
| Нападники       |                    |                             |                 |          |                             |                             |                             |
|                 | Властіміл Бубнік   | Руда Гвезда (Брно)          | 18 березня 1931 | 29       | 9                           | 3                           |                             |
|                 | Йозеф Ваценовський | Дукла (Прага)               | 9 липня 1937    | 22       | 0                           |                             |                             |
|                 | Йозеф Войта        | Спарта (Прага)              | 19 квітня 1935  | 25       | 2                           |                             |                             |
|                 | Милан Долинський   | Цервена Гвезда (Братислава) | 14 липня 1935   | 24       | 8                           | 5                           |                             |
|                 | Андрей Квашняк     | Спарта (Прага)              | 19 травня 1936  | 24       | 3                           | 1                           |                             |
|                 | Антон Моравчик     | Слован (Братислава)         | 3 червня 1931   | 29       | 24                          | 10                          |                             |
|                 | Павол Молнар       | Цервена Гвезда (Братислава) | 13 лютого 1936  | 24       | 19                          | 3                           |                             |
|                 | Ладислав Павлович  | Татран (Прешов)             | 8 квітня 1926   | 34       | 13                          | 1                           |                             |
| Головний тренер |                    |                             |                 |          |                             |                             |                             |
| Чехія           | Рудольф Витлачил   |                             | 9 лютого 1912   | 48       | Середній вік гравців: 26,88 | Середній вік гравців: 26,88 | Середній вік гравців: 26,88 |
|                 |                    |                             |                 |          |                             |                             |                             |

Докладніше...

## Югославія
| №               | Гравець             | Клуб (у 1960)           | Дата народження   | Вік      | Ігор                        | Голів                       |                             |
| Воротарі        | Воротарі            | Воротарі                | Воротарі          | Воротарі | Воротарі                    | Воротарі                    | Воротарі                    |
| --------------- | ------------------- | ----------------------- | ----------------- | -------- | --------------------------- | --------------------------- | --------------------------- |
|                 | Благоє Видинич      | Раднічкі (Белград)      | 11 червня 1934    | 26       | 4                           |                             |                             |
|                 | Милутин Шошкич      | Партизан (Белград)      | 31 грудня 1937    | 22       | 12                          |                             |                             |
| Захисники       |                     |                         |                   |          |                             |                             |                             |
|                 | Владимир Дуркович   | Црвена Звезда (Белград) | 6 листопада 1937  | 22       | 13                          |                             |                             |
|                 | Жарко Ніколич       | Воєводина (Новий Сад)   | 16 жовтня 1938    | 21       | 2                           |                             |                             |
|                 | Томислав Црнкович   | Динамо (Загреб)         | 17 червня 1929    | 31       | 51                          |                             |                             |
|                 | Фахрудін Юсуфі      | Партизан (Белград)      | 8 грудня 1939     | 20       | 9                           |                             |                             |
| Півзахисники    |                     |                         |                   |          |                             |                             |                             |
|                 | Анте Жанетич        | Хайдук (Спліт)          | 18 листопада 1936 | 23       | 8                           | 1                           |                             |
|                 | Бранко Зебець       | Црвена Звезда (Белград) | 17 травня 1929    | 31       | 61                          | 17                          |                             |
|                 | Желько Матуш        | Динамо (Загреб)         | 9 серпня 1936     | 24       | 1                           | 1                           |                             |
|                 | Йован Міладинович   | Партизан (Белград)      | 20 червня 1939    | 21       | 6                           |                             |                             |
|                 | Желько Перушич      | Динамо (Загреб)         | 23 березня 1936   | 24       | 7                           |                             |                             |
| Нападники       |                     |                         |                   |          |                             |                             |                             |
|                 | Мілан Галич         | Партизан (Белград)      | 8 березня 1938    | 22       | 7                           | 5                           |                             |
|                 | Дражан Єркович      | Динамо (Загреб)         | 6 серпня 1936     | 23       | 2                           |                             |                             |
|                 | Томислав Кнез       | Борац (Баня-Лука)       | 5 червня 1935     | 25       | 5                           | 2                           |                             |
|                 | Боривоє Костич      | Црвена Звезда (Белград) | 14 червня 1930    | 30       | 19                          | 13                          |                             |
|                 | Мухамед Муїч        | Вележ (Мостар)          | 25 квітня 1932    | 28       | 21                          | 13                          |                             |
|                 | Драґослав Шекуларац | Црвена Звезда (Белград) | 8 листопада 1937  | 22       | 18                          | 3                           |                             |
| Головний тренер |                     |                         |                   |          |                             |                             |                             |
| Югославія       | Александар Тірнанич |                         | 15 липня 1911     | 48       | Середній вік гравців: 24,41 | Середній вік гравців: 24,41 | Середній вік гравців: 24,41 |
| Югославія       | Любомир Ловрич      |                         | 28 травня 1920    | 39       |                             |                             |                             |
| Югославія       | Драгомир Ніколич    |                         |                   |          |                             |                             |                             |
|                 |                     |                         |                   |          |                             |                             |                             |

Докладніше...

## Статистика
| Представництво клубів | Представництво клубів       | Представництво клубів | Представництво клубів |
| Клуб                  | Клуб                        | Гравців               | Гравців               |
| Клуб                  | Клуб                        | Всього                | Нац. збірна           |
| --------------------- | --------------------------- | --------------------- | --------------------- |
| Франція               | Реймс                       | 7                     | 7                     |
| Чехія                 | Дукла (Прага)               | 5                     | 5                     |
| Чехія                 | Цервена Гвезда (Братислава) | 5                     | 5                     |
| Югославія             | Динамо (Загреб)             | 4                     | 4                     |
| Югославія             | Партизан (Белград)          | 4                     | 4                     |
| Югославія             | Црвена Звезда (Белград)     | 4                     | 4                     |
| СРСР                  | Динамо (Москва)             | 3                     | 3                     |
| СРСР                  | Динамо (Тбілісі)            | 3                     | 3                     |
| СРСР                  | Спартак (Москва)            | 3                     | 3                     |
| Франція               | Расінг (Париж)              | 3                     | 3                     |
| Чехія                 | Слован (Братислава)         | 3                     | 3                     |
| СРСР                  | Динамо (Київ)               | 2                     | 2                     |
| СРСР                  | Локомотив (Москва)          | 2                     | 2                     |
| СРСР                  | Торпедо (Москва)            | 2                     | 2                     |
| Франція               | Ланс                        | 2                     | 2                     |
| Франція               | Ніцца                       | 2                     | 2                     |
| Франція               | Сент-Етьєн                  | 2                     | 2                     |
| Чехія                 | Спарта (Прага)              | 2                     | 2                     |
| СРСР                  | ЦСКА (Москва)               | 1                     | 1                     |
| СРСР                  | СКА (Ростов-на-Дону)        | 1                     | 1                     |
| Франція               | Гавр                        | 1                     | 1                     |
| Югославія             | Борац (Баня-Лука)           | 1                     | 1                     |
| Югославія             | Вележ (Мостар)              | 1                     | 1                     |
| Югославія             | Раднічкі (Белград)          | 1                     | 1                     |
| Югославія             | Воєводина (Новий Сад)       | 1                     | 1                     |
| Югославія             | Хайдук (Спліт)              | 1                     | 1                     |
| Чехія                 | Татран (Прешов)             | 1                     | 1                     |
| Чехія                 | Руда Гвезда (Брно)          | 1                     | 1                     |

| Представництво національних чемпіонатів | Представництво національних чемпіонатів | Представництво національних чемпіонатів | Представництво національних чемпіонатів |
| Країна                                  | Країна                                  | Гравців                                 | Гравців                                 |
| Країна                                  | Країна                                  | Всього                                  | Нац. збірна                             |
| --------------------------------------- | --------------------------------------- | --------------------------------------- | --------------------------------------- |
| СРСР                                    | СРСР                                    | 17                                      | 17                                      |
| Франція                                 | Франція                                 | 17                                      | 17                                      |
| Чехія                                   | Чехословаччина                          | 17                                      | 17                                      |
| Югославія                               | Югославія                               | 17                                      | 17                                      |

| Найстаріші гравці: | Найстаріші гравці: | Найстаріші гравці: | Найстаріші гравці: |
| Гравець            | Гравець            | Дата нар.          | Вік                |
| ------------------ | ------------------ | ------------------ | ------------------ |
| Франція            | Робер Жонке        | 3 травня 1925      | 35,09              |
| Чехія              | Ладислав Павлович  | 8 квітня 1926      | 34,16              |
| Югославія          | Бранко Зебец       | 17 травня 1929     | 31,06              |
| Югославія          | Томіслав Црнковіч  | 17 червня 1929     | 30,97              |
| Наймолодші гравці: |                    |                    |                    |
| Гравець            | Гравець            | Дата нар.          | Вік                |
| Югославія          | Фахрудін Юсуфі     | 8 грудня 1939      | 20,50              |
| Югославія          | Йован Миладинович  | 20 червня 1939     | 20,95              |
| Франція            | Робер Ербен        | 30 березня 1939    | 21,18              |
| Франція            | Поль Соваж         | 17 березня 1939    | 21,22              |
| Югославія          | Жарко Ніколіч      | 16 жовтня 1938     | 21,64              |